# جلكاوات عاضة
الجلكاوات العاضة (الاسم العلمي: Mordaciinae) هي أسرة من اللافكيات تتبع فصيلة الجلكيات العاضة من رتبة الجلكيات.

## أجناس
الجلكاوات العاضة هي أسرة وحيدة الجنس حيث تضم فقط:
- الجلكى العاضة
  - جلكى تشيلية
  - جلكى أسترالية
  - جلكى نهرية أسترالية